# Nikolai Karlowitsch Rennenkampff
Nikolai Karlowitsch von Rennenkampff (* 10. Septemberjul. / 22. September 1832greg. in Oleksandriwka, Gouvernement Tschernigow, Russisches Kaiserreich; † 10. Maijul. / 22. Mai 1899greg. in Kiew, Russisches Kaiserreich) war Rechtsanwalt, Professor, von 1875 bis 1879 Bürgermeister von Kiew und von 1883 bis 1890 Rektor der St. Wladimir-Universität Kiew.

## Leben
Nikolai Karlowitsch v. Rennenkampff kam als Sohn von Karl Wilhelm Franz v. Rennenkampff und Maria Lissenko als Spross einer adeligen, deutschstämmigen Familie in Oleksandriwka, Ujesd Sosnyzja, im Gouvernement Tschernigow (heute im Rajon Korjukiwka, Oblast Tschernihiw, Ukraine) zur Welt und wurde nach orthodoxem Ritus getauft.
Bis 1849 war v. Rennenkampff Schüler am Gymnasium in Tschernigow. Anschließend besuchte er in Neschin das Lyzeum des Fürsten Besborodko und wechselte 1851 mit seinem Lehrer Nikolai Chr. Bunge zur Kiewer St. Wladimir-Universität.
1856 wurde er dort Kandidat der Rechtswissenschaften und Lehrer der Russischen Geschichte am Institut für Wohlgeborene Fräulein sowie Lehrer für Gesetzeskunde an einem Gymnasium in Kiew. Am 23. März 1859 wurde er Magister des Völkerrechts und am 19. April 1868 wurde er Doktor des Staatsrechts. Am 10. Mai 1868 wurde er Ordentlicher Professor am Lehrstuhl für Geschichte der wichtigsten ausländischen Gesetzgebungen der Vergangenheit und Gegenwart.
1875 wurde Nikolai v. Rennenkampff für 4 Jahre zum Bürgermeister der Stadt Kiew gewählt und am 8. Mai 1875 durch Erlass des Innenministers im Amt des Kiewer Stadtoberhauptes bestätigt.
Mit Höchstem Erlass des Bildungsministeriums Nr. 4 vom 1. März 1883 wurde er zum Universitätsrektor der St. Wladimir-Universität Kiew ernannt und am 16. September 1884 nach geänderter Universitätssatzung von Kaiser Alexander III. in seinem Amt bestätigt. Aufgrund seiner beantragten Kündigung als Universitätsrektor wurde er mit Erlass des Bildungsministeriums Nr. 11 vom 13. August 1890 aus dem Amt entlassen.
Von Rennenkampf starb am 10. Mai 1899 in Kiew und wurde auf dem Baikowe-Friedhof beerdigt.

## Privates
Nikolai v. Rennenkampff besaß in Kiew ein Haus und war mit Anna Michailowna Tscherepowaja verheiratet. Sie hatten die Söhne Wladimir (* 1862) und Nikolai (* 1870) sowie die Töchter Olga (* 1872) und Natalia (* 1877).
Sein 1862 geborener Sohn Wladimir Nikolajewitsch Rennenkampff wurde außerordentlicher Professor für öffentliches Recht an der Kaiserlichen Noworossijsk-Universität Odessa.

## Ehrungen
Von Rennenkampff besaß seit dem 26. Dezember 1875 den Rang eines Wirklichen Staatsrat und am 23. August 1884 verlieh ihm der Bildungsminister den Titel „Verdienter Professor“. Darüber hinaus erhielt er viele Orden und Ehrungen. Darunter:
- 1868 Sankt-Stanislaus-Orden 2. Klasse[2]
- 1872 Russischer Orden der Heiligen Anna 2. Klasse[2]
- 1876 Das Komturkreuz des Ritterorden der hl. Mauritius und Lazarus[2]
- 1883 Orden des Heiligen Wladimir 3. Klasse[2]
- 1884 Sankt-Stanislaus-Orden 1. Klasse[2]
- 1888 Russischer Orden der Heiligen Anna 1. Klasse[2]